# Francesco Cavalletti Rondinini
Marchese Francesco Cavalletti Rondinini (Roma, 31 gennaio 1827 – Grottaferrata, 27 giugno 1880) è stato un nobile e politico italiano, ultimo Senatore di Roma.

## Biografia
Nato a Roma, sposò la genovese Maria Francesca Durazzo nel luglio 1855.
Fu l'ultimo Senatore di Roma, nel periodo dal luglio 1865 al settembre 1870, anno della soppressione di questa antica carica.
Ci è noto un suo ritratto fotografico con l'abbigliamento senatoriale, ritratto eseguito con la tecnica all'albumina ad opera di Gioacchino Altobelli.
Due suoi ritratti sono conservati ai Musei Capitolini.
Alla fine del XVIII secolo, con il declino dell'autorità dell'Abbazia di Farfa, la famiglia dei Marchesi Cavalletti, da tempo presente nell'area, rilevò i terreni adiacenti, compresi gli antichi uliveti.